# Calogero Palermo

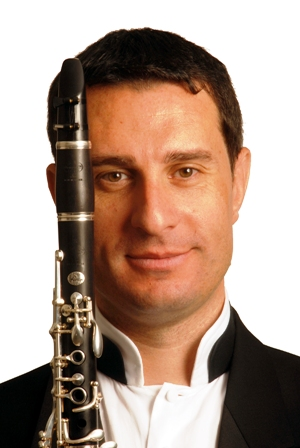
Calogero Palermo

Calogero Palermo (Mazzarino, 1971) is een Italiaans klarinettist en lid van het Koninklijk Concertgebouworkest in Amsterdam.

## Levensloop
Hij groeide op in Riesi waar hij ook zijn eerste stappen in de muziekwereld zette. Hij studeerde vervolgens in Palermo aan het conservatorium onder directeur Heliodorus Sollima en klarinetdocent Maestro Snelli.
Van 1993 tot 1996 speelde hij eerste klarinet in het orkest van het Teatro Massimo Bellini in Catania, en werkte hij samen met het orkest van het Teatro Lirico di Cagliari. In deze periode bereikte hij de finale van een aantal internationale wedstrijden. In edities van het festival van Bolsena onderscheidde hij zich door zijn uitvoeringen van werken van Mozart. In 1997 werd hij eerste klarinettist bij het orkest van het Teatro dell'Opera di Roma en gastspeler in het Philharmonisch Orkest van de Teatro alla Scala in Milaan en het Italiaanse kamerorkest van St. Accardo. In 2008 werd hij soloklarinettist van het Orchestre National de France. In 2015 volgde zijn benoeming tot soloklarinettist van het Koninklijk Concertgebouworkest.
Componisten die werken aan hem opdroegen zijn: 
- Luis Bacalov: Adagio voor klarinet en strijkers
- Antonio Fraioli: Concertino in de jazzstijl voor klarinet en strijkorkest[1]
- Claudio Cimpanelli: Dagboek van de Nacht voor klarinet en piano
- Nunzio Ortolano: Hodiernus voor klarinet en piano[2] en Romanza voor klarinet en piano[3].